# Herb gminy Dębica
Herb gminy Dębica – jeden z symboli gminy Dębica, ustanowiony 28 kwietnia 2004.

## Wygląd i symbolika
Herb przedstawia na tarczy koloru błękitnego wizerunek złotego dębu, a pod nim dwa wspięte srebrne gryfy ze szponami, pazurami i dziobami złotymi, skierowanymi do siebie nawzajem.